# Achille Sirouy
Achille Sirouy né le 29 novembre 1834 à Beauvais et mort le 23 janvier 1904 à Paris est un peintre, graveur-lithographe et illustrateur français.

## Biographie
Achille-Louis-Joseph Sirouy est né le 29 novembre 1834 à Beauvais. Il est le fils de Charles Sirouy et Joséphine Pilavoine.
Il entre à l'École des beaux-arts de Paris le 31 mars 1853, et y est l'élève du graveur Émile Lassalle et du peintre Thomas Couture. Il expose régulièrement au Salon de 1853 à 1885. Il y reçoit diverses distinctions, dont la médaille de troisième classe en 1859, 1861 et 1863. Il est membre de la Société des artistes français.
Il se spécialise dans la production de lithographie de reproduction pour l'imprimeur parisien Auguste Bry (1805-1880) d'après des peintures, entre autres, d'Eugène Delacroix, Alexandre-Gabriel Decamps, Ludwig Knaus, Ernest Meissonier, Auguste Raffet et Octave Tassaert. Il produit également un nombre important de portraits grand-format de personnalités, imprimées entre autres chez Lemercier. On lui doit aussi un certain nombre de scènes mythologiques et bibliques. 
En août 1869, il est nommé chevalier de la Légion d'honneur.
Au début des années 1870, il est chargé de redécorer les salles du palais de la Légion d'honneur à Paris qui avait été dévasté lors de l'incendie de 1871 aux derniers jours de la Commune.
Il illustre entre autres Les Aventures de Tom Sawyer (A. Hennuyer, 1884) et Les Aventures de Huckleberry Finn (1886) de Mark Twain, ainsi que des récits d'explorations et d'observations — dont ceux du médecin de la Marine, Édouard Maurel (1841-1918) — à partir de ses propres dessins d'après des photographies d'Émile Gsell.
Il fait partie des membres fondateurs de la Société des artistes lithographes français.
Il meurt le 23 janvier 1904 rue Bausset à Paris.

## Œuvre

### Conservation
- Gray, musée Baron-Martin :
  - Madame Georges Anthony et ses deux fils, d'après Pierre-Paul Prud'hon, lithographie, 16 × 13 cm ;
  - Portrait de Prud'hon, d'après Pierre-Paul Prud'hon, lithographie, 25 × 19 cm ;
  - Portrait de Constance Mayer (1778-1821), d'après Pierre-Paul Prud'hon, lithographie, 5 × 4 cm ;
  - Portrait de Constance Mayer, d'après Pierre-Paul Prud'hon, gravure sur papier, 5 × 4 cm.

### Ouvrages illustrés
- Mark Twain, Les Aventures de Tom Sawyer, traduit par William-Little Hughes, couverture d'Auguste Souze, coll. « Bibliothèque nouvelle de la jeunesse », éd. A. Hennuyer, 1884.
- Mark Twain, Les Aventures de Huck Finn, l'ami de Tom Sawyer [sic], trad. par William-L. Hughes, couv. d'A. Souze, 74 vignettes, coll. « Bibliothèque nouvelle de la jeunesse », éd. A. Hennuyer, 1886.
- Édouard Maurel, Conférence sur le Cambodge dans le cadre de la mission Maurel, donnée à la Société de géographie le 4 juin 1886 — texte publié dans La Revue scientifique [août 1886] — comprenant 22 images photogravées par Molteni d'après des photographies d'Émile Gsell traduites entre autres en dessins par A. Sirouy[6].
- F. de Claramond, Le Neveu de Sadi. Conte persan, éd. A. Hennuyer, 1888.
- Olga de Pitray, Robin des bois, 40 vignettes, Hachette, 1889.
- Véra Jélikhovska, Impressions de première jeunesse, adapté par Léon Golschmann et Ernest Jaubert, vignettes avec des illustrations de S. S. Solomko, éd. A. Hennuyer, [1898].

Gravures et illustrations d'Achille Sirouy
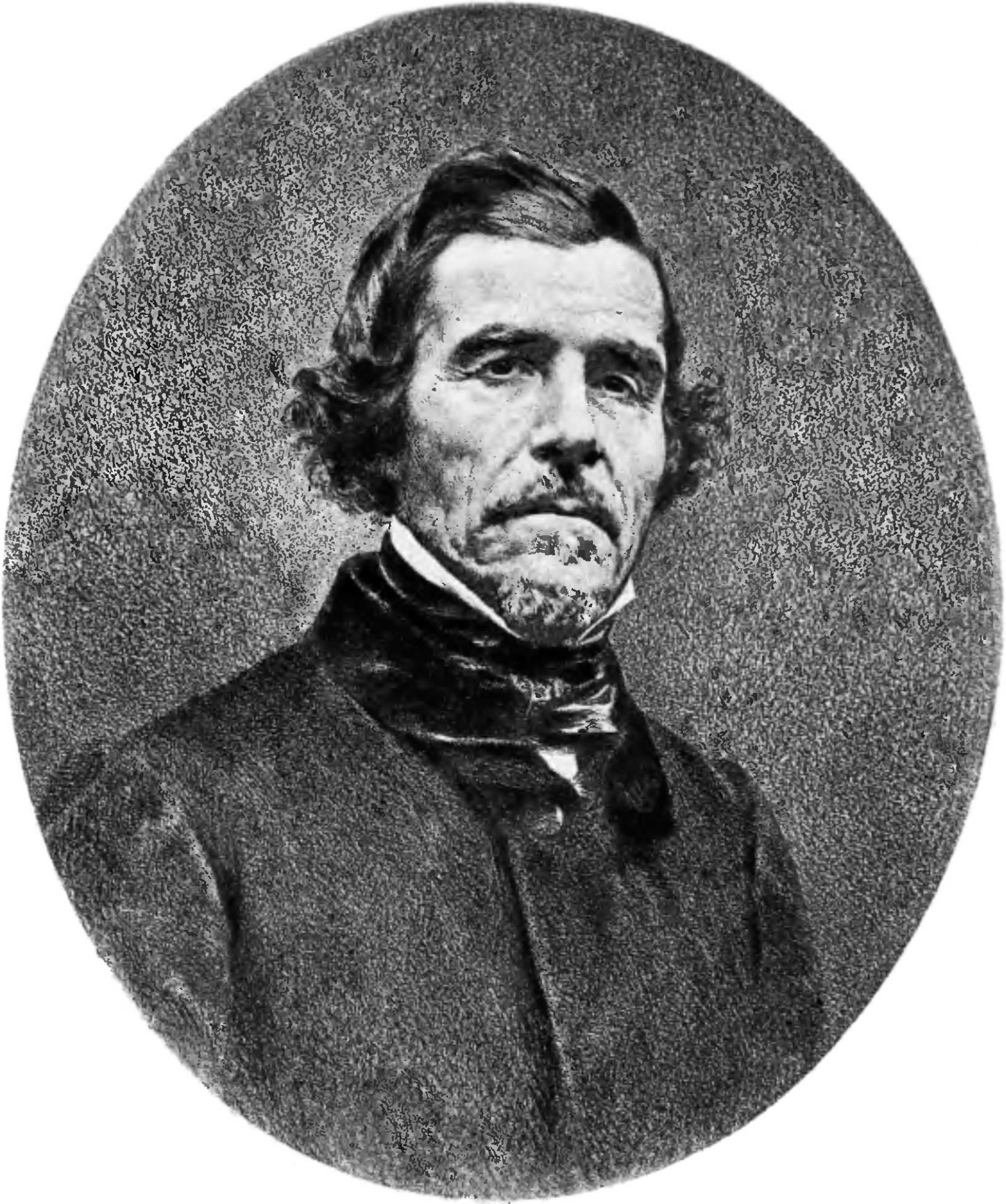
Eugène Delacroix, lithographie d'après la photographie d'Étienne Carjat[7].
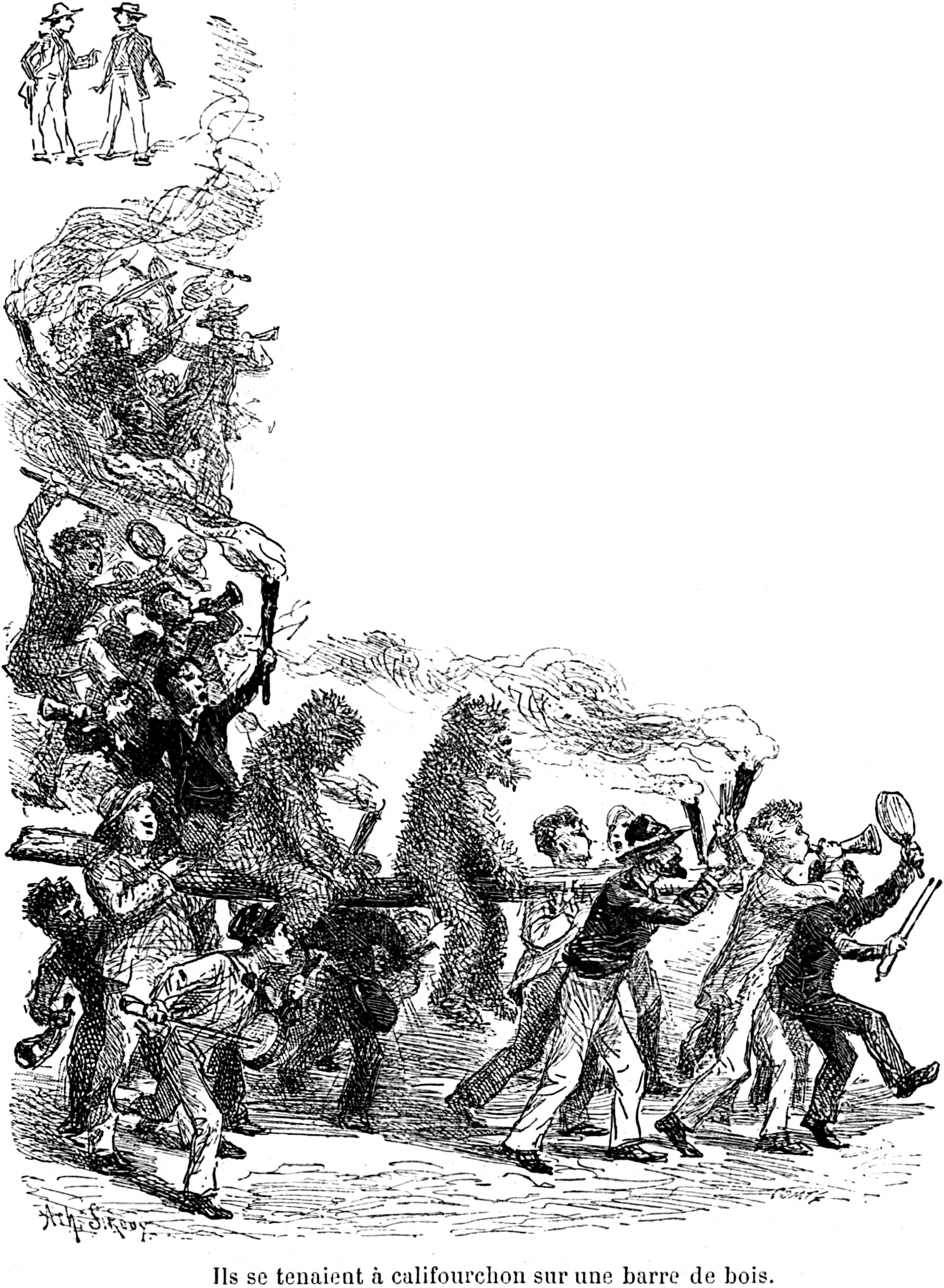
Ornementations pour Les Aventures de Huckleberry Finn (1886).
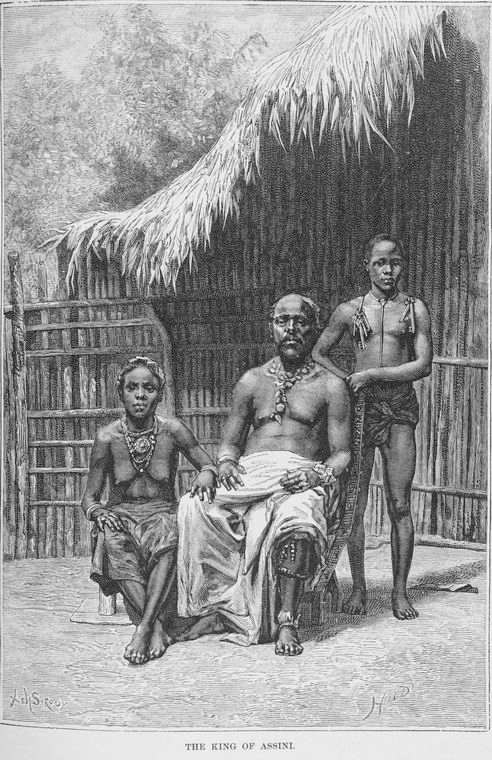
Le roi d'Assinie (vers 1890), dessin photogravé[8].

## Élèves
- Alfred-Louis Bahuet (1862-1910).
- Louis-Auguste Colas
- Alexandre Lunois
- Georges William Thornley[9]